# Jimena (Jaén)
Jimena is een gemeente in de Spaanse provincie Jaén in de regio Andalusië met een oppervlakte van 48 km². Jimena telt 1.323 inwoners (1 januari 2016).

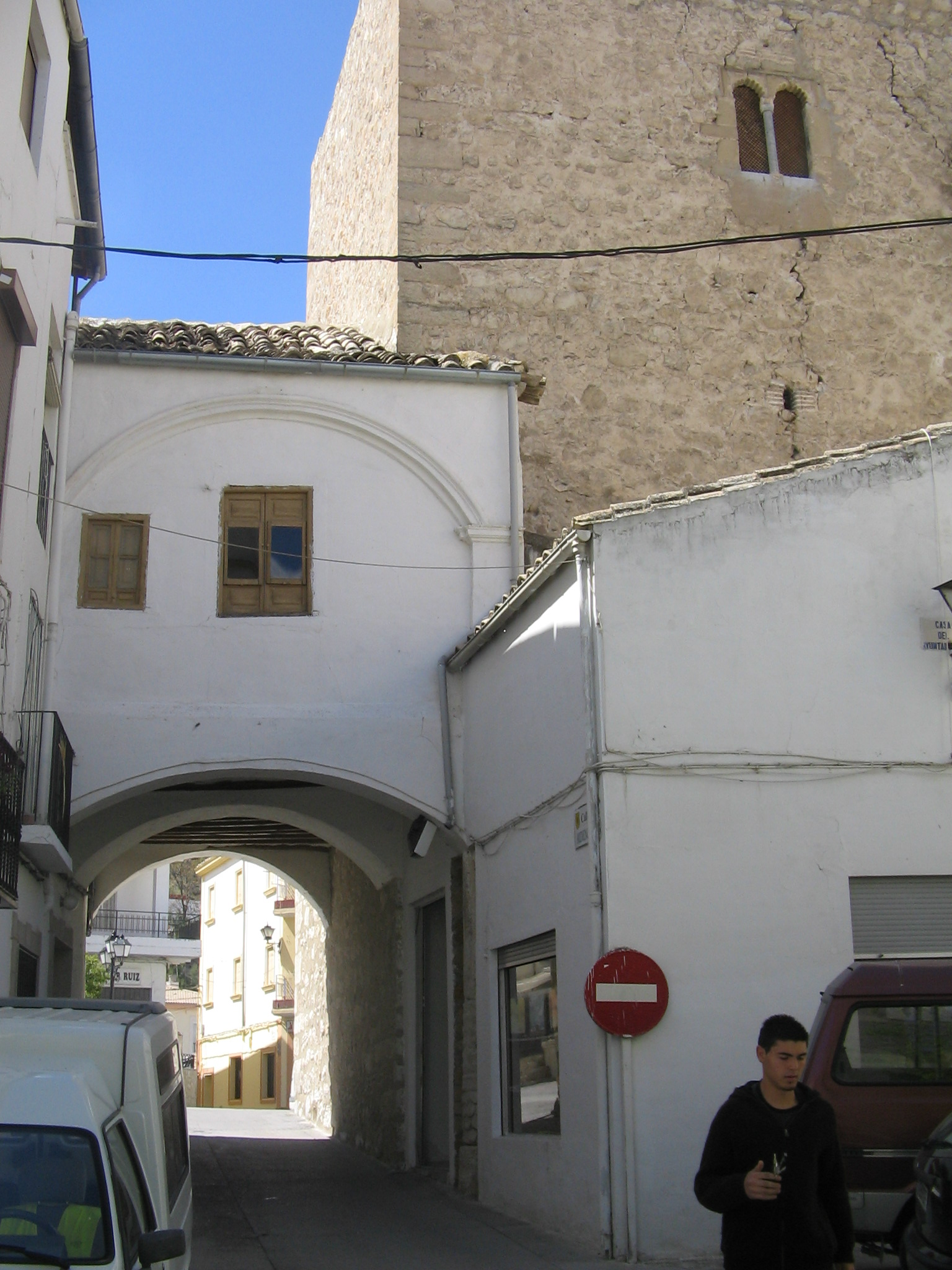
Poort in Jimena